# Salmanassar V
Salmanassar V (accadico Šulmānu-ašarēdu, anche Salmānu-ašarēd, lett. "Šulmānu è il dio supremo"; fl. VIII secolo a.C.) è stato re dell'Assiria dal 727 a.C. al 722 a.C.
In precedenza, fu governatore della città di Zimirra nella Fenicia durante il regno di suo padre Tiglat-Pileser III.
Alla morte del padre, gli succedette al trono di Assiria il venticinquesimo giorno del mese di Tebet nel 727, cambiando il proprio nome da Ululai in Salmanassar.
Secondo quanto riportano il Secondo Libro dei Re e le Cronache Babilonesi, poco dopo l'ascesa al trono di Salmanassar il re di Israele Osea, che fino a quel momento era rimasto un fedele vassallo dell'Assiria, si ribellò al dominio di Kalhu, cercando senza successo l'appoggio del faraone egiziano Osorkon IV. Salmanassar invase Israele, sconfisse ed uccise in battaglia Osea e cinse d'assedio la capitale Samaria: nonostante fosse priva di un re e di forze militari adeguate, Samaria resistette per tre anni, allo scadere dei quali gli assiri riuscirono ad espugnare la città e deportarono più di 30.000 persone in Assiria, ponendo fine al Regno di Israele.
Oltre alla guerra contro gli Israeliti, Salmanassar dovette affrontare anche delle ribellioni da parte di alcune tribù caldee nella regione babilonese, che riuscì a sconfiggere; in particolare, un testo aramaico risalente al VII secolo a.C. riporta come Salmanassar avesse sconfitto e deportato alcuni ribelli nella città di Bit-Dakkuri.
Secondo Flavio Giuseppe e Menandro di Efeso, Salmanassar guidò inoltre delle campagne militari contro le città della costa fenicia, cingendo d'assedio per cinque anni Tiro; l'esito dell'assedio non è noto, ma è probabile che il suo successore Sargon II abbia abbandonato il tentativo di conquistare la città. Alcune iscrizioni fatte incidere da Sargon menzionano inoltre che Salmanassar mosse guerra contro il Regno di Tabal, in Anatolia, sconfiggendone il re e deportandolo in Assiria insieme ad una parte della popolazione locale.
Nel 722 a.C. Salmanassar fu infine deposto con un violento colpo di Stato e sostituito da Sargon II. La sua sorte non è nota, ma è probabile che sia stato ucciso dopo la deposizione.
Salmanassar è menzionato anche nel Libro di Tobia, uno dei testi deuterocanonici della Bibbia cattolica ed ortodossa, che gli attribuisce erroneamente la deportazione della Tribù di Neftali in Assiria e, come precisato dalla Bibbia Edizioni Paoline, "la deportazione della tribù di Neftali avvenuta sotto il re Tiglat-Pilezer III, 745-727 aC., viene attribuita a Salmanassar V, 727-721 aC. [...] Tobi che avrebbe assistito allo scisma del regno d'Israele, 930 aC., sarebbe stato deportato due secoli dopo, e quando divenne cieco sotto il successore di Sennacherib, 706-682 aC., avrebbe avuto solamente 58 anni. Le idee, i costumi, le pratiche religiose contenute nel libro sono caratteristiche dell'epoca postesilica"; in realtà tale deportazione fu ordinata dal suo predecessore Tiglat-Pileser III, come correttamente riportato nel Secondo Libro dei Re.